# Садківська сільська рада (Бердичівський район)
Садківська сільська рада — колишня адміністративно-територіальна одиниця та орган місцевого самоврядування у Білопільському, Бердичівському районах і Бердичівській міській раді Бердичівської округи, Вінницької й Житомирської областей Української РСР та України з адміністративним центром у с. Садки.

## Населені пункти
Сільській раді були підпорядковані населені пункти:
- с. Садки
- с. Великі Гадомці

## Населення
Відповідно до перепису населення СРСР, станом на 17 грудня 1926 року, чисельність населення ради становила 1 586 осіб, з них, за статтю: чоловіків — 758, жінок — 828, етнічний склад: українців — 1 573, росіян — 1, євреїв — 1, інших — 11. Кількість господарств — 352, з них несільського типу — 2.
Відповідно до результатів перепису населення СРСР, кількість населення ради станом на 12 січня 1989 року становила 870 осіб.
Станом на 5 грудня 2001 року, відповідно до перепису населення України, кількість мешканців сільської ради становила 733 особи.

### Мова
Розподіл населення за рідною мовою за даними перепису 2001 року:
| Мова       | Відсоток |
| ---------- | -------- |
| українська | 99,05 %  |
| російська  | 0,68 %   |
| молдовська | 0,27 %   |

## Склад ради
Рада складалася з 14 депутатів та голови.

### Керівний склад сільської ради
| ПІБ                      | Основні відомості                                                                | Дата обрання | Дата звільнення |
| ------------------------ | -------------------------------------------------------------------------------- | ------------ | --------------- |
| Міняйло Лариса Сергіївна | Сільський голова , 1971 року народження, освіта, позапартійна                    | 26.03.2006   | 31.10.2010      |
| Міняйло Лариса Сергіївна | Сільський голова , 1971 року народження, освіта середня спеціальна, позапартійна | 31.10.2010   |                 |

Примітка: таблиця складена за даними джерела

## Історія
Створена 1923 року в складі сіл Садки та Сингаївка Пузирецької волості Бердичівського повіту Київської губернії. 4 вересня 1928 року у с. Сингаївка створено окрему сільську раду.
Станом на 1 вересня 1946 року сільська рада входила до складу Бердичівського району Житомирської області, на обліку в раді перебувало с. Садки.
11 серпня 1954 року, відповідно до указу Президії Верховної ради Української РСР «Про укрупнення сільських рад по Житомирській області», підпорядковано с. Великі Гадомці ліквідованої Великогадомецької сільської ради Бердичівського району.
Станом на 1 січня 1972 року сільська рада входила до складу Бердичівського району Житомирської області, на обліку в раді перебували села Великі Гадомці та Садки.
Виключена з облікових даних 17 липня 2020 року. Територію та населені пункти ради, відповідно до розпорядження Кабінету Міністрів України № 711-р від 12 червня 2020 року «Про визначення адміністративних центрів та затвердження територій територіальних громад Житомирської області», включено до складу Семенівської сільської територіальної громади Бердичівського району Житомирської області.
Входила до складу Білопільського (7.03.1923 р.), Бердичівського (17.06.1925 р., 28.06.1939 р.) районів та Бердичівської міської ради (15.09.1930 р.).